# Andrés Simón
Andrés Simón Gómez (ur. 15 kwietnia 1961 w Guantánamo) – kubański lekkoatleta specjalizujący się w biegach sprinterskich, brązowy medalista letnich igrzysk olimpijskich w Barcelonie (1992) w sztafecie 4 × 100 metrów, halowy mistrz świata w biegu na 60 metrów z Budapesztu (1989).

## Sukcesy sportowe
- trzykrotny mistrz Kuby w biegu na 100 m – 1988, 1990, 1992[1]

| Rok  | Miasto       | Zawody                                | Konkurencja        | Wynik         |
| ---- | ------------ | ------------------------------------- | ------------------ | ------------- |
| 1984 | Moskwa       | zawody Przyjaźń-84                    | bieg na 100 m      | 8. miejsce    |
| 1985 | Kobe         | uniwersjada                           | bieg na 100 m      | srebrny medal |
| 1985 | Kobe         | uniwersjada                           | sztafeta 4 × 100 m | złoty medal   |
| 1986 | Santiago     | igrzyska Ameryki Środkowej i Karaibów | bieg na 100 m      | złoty medal   |
| 1987 | Indianapolis | igrzyska panamerykańskie              | sztafeta 4 × 100 m | srebrny medal |
| 1989 | Budapeszt    | halowe mistrzostwa świata             | bieg na 60 m       | złoty medal   |
| 1991 | Sewilla      | halowe mistrzostwa świata             | bieg na 60 m       | 5. miejsce    |
| 1992 | Barcelona    | igrzyska olimpijskie                  | sztafeta 4 × 100 m | brązowy medal |
| 1993 | Toronto      | halowe mistrzostwa świata             | bieg na 60 m       | 7. miejsce    |
| 1996 | Atlanta      | igrzyska olimpijskie                  | sztafeta 4 × 100 m | 6. miejsce    |

## Rekordy życiowe
- bieg na 100 m – 10,06 – Hawana 01/08/1987
- bieg na 60 m (hala) – 6,52 – Budapeszt 05/03/1989